# Kyklopie

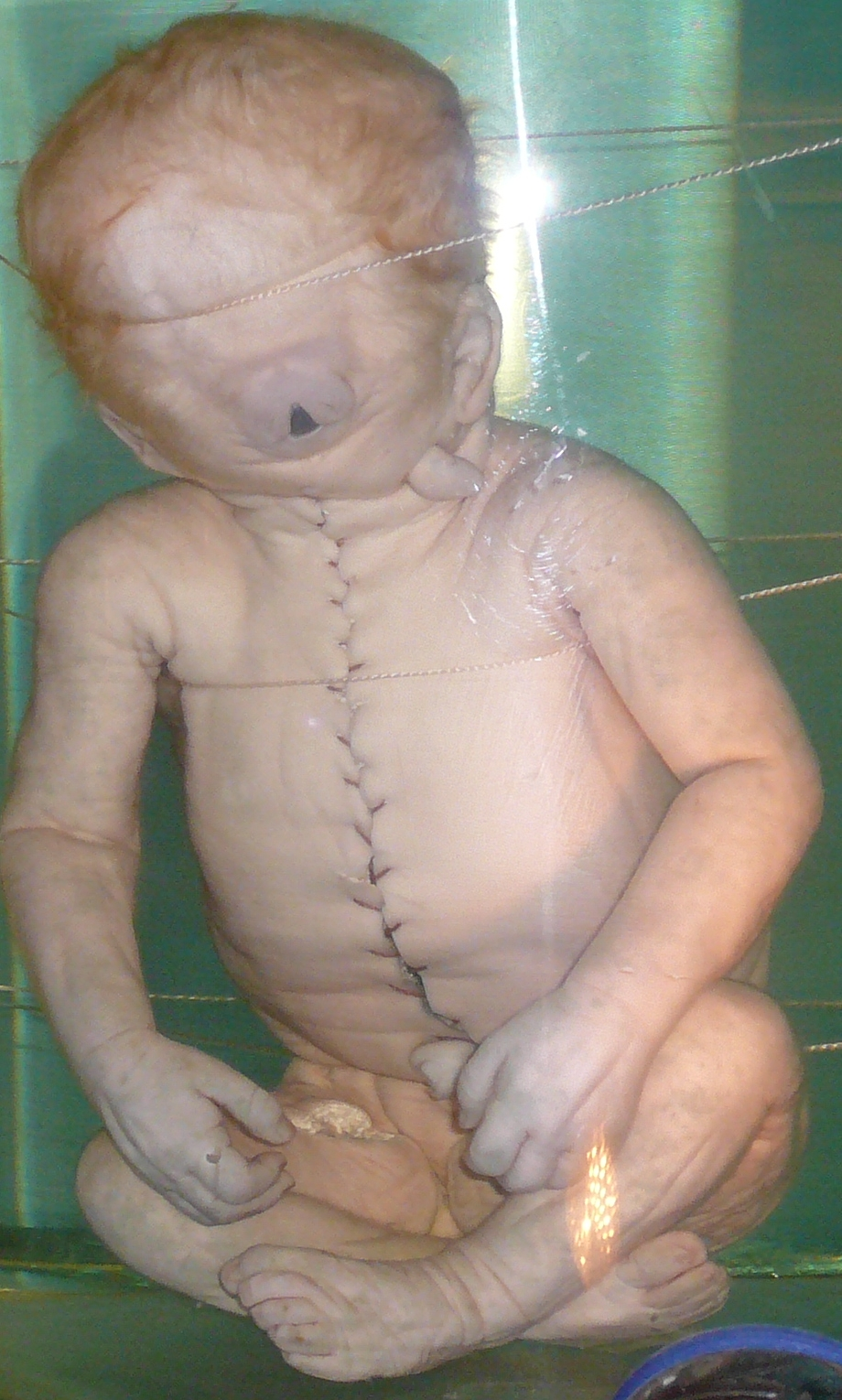
Dítě s kyklopií

Kyklopie (také kyklocefalie či synoftalmie) je vzácná vývojová vada, při které se oční důlky nerozdělí. Postižený tak má pouze jedno oko, podobně jako bájní kyklopové. Při kyklopii obvykle chybí také nos a ústa, takže jedno velké oko je jedinou součástí obličeje. Někdy je ale zbytek obličeje vyvinutý a oči se prostě sbíhají v jedno velké oko mezi očními důlky. Kyklopie je velmi vzácná, vyskytuje se zhruba u 1 ze 250 embryí a 1 ze 16 000 narozených. Někdy se vyskytuje také u zvířat. Lidé i zvířata trpící kyklopií většinou umírají brzy po narození. Příčinou kyklopie je většinou genetická vada nebo otrava těhotné ženy toxinem cyclopaminem, který se vyskytuje v některých druzích kýchavice. Domníváme se, že tuto nemoc znali i starověcí Řekové, protože řečtí lékaři předepisovali některé byliny, které obsahují tyto toxiny svým pacientům.